# Kirkwood (Sudafrica)
Kirkwood è un centro abitato del Sudafrica, situato nella provincia del Capo Orientale. 
| Controllo di autorità | VIAF (EN) 133763098 · LCCN (EN) n85260007 · J9U (EN, HE) 987007564886605171 |